# Francisco de Gonzaga-Nevers
Francisco de Gonzaga-Nevers (em francês:  François de Gonzague-Nevers;  17 de junho de 1606 - Charleville, 13 de outubro de 1622), era um nobre francês, pertencente aos Gonzaga-Nevers, ramo da dinastia italiana dos Gonzaga.

## Biografia
Francisco de Paula de Gonzaga era o filho mais velho de Carlos Gonzaga, duque de Nevers , duque dr Rethel e príncipe de Arches no momento do seu nascimento. A sua mãe era Catarina de Mayenne, filha do célebre Mayenne , o chefe da Liga Católica, morto em 1611, e irmã de Henrique, 2.º Duque de Mayenne.
Francisco utilizou o Título de cortesia de Duque de Rethel sendo, por isso, também conhecido como Francisco III de Rethel (em francês:  François III de Rethel). Era o herdeiro presuntivo dos feudos de seu pai, os ducados de Nevers e de Rethel e o principado de Arches.
Vem a falecer sem contrair aliança e sem descendência, com a idade de 16 anos, a 13 de outubro de 1622, pelo que o seu irmão mais novo, Carlos se torna herdeiro presuntivo do património dos Gonzaga-Nevers.

## Referência
1. ↑  primeiro Duque de Mayenne a quem o rei Henrique IV chamava apenas de Mayenne

- Este artigo foi inicialmente traduzido, total ou parcialmente, do artigo da Wikipédia em francês cujo título é «François III de Rethel».